# Eras Torrelhas
Eras Torrelhas (francès Les Tourreilles) és un municipi del departament francès de l'Alta Garona, a la regió d'Occitània.